# St. Johannes (Kirdorf)

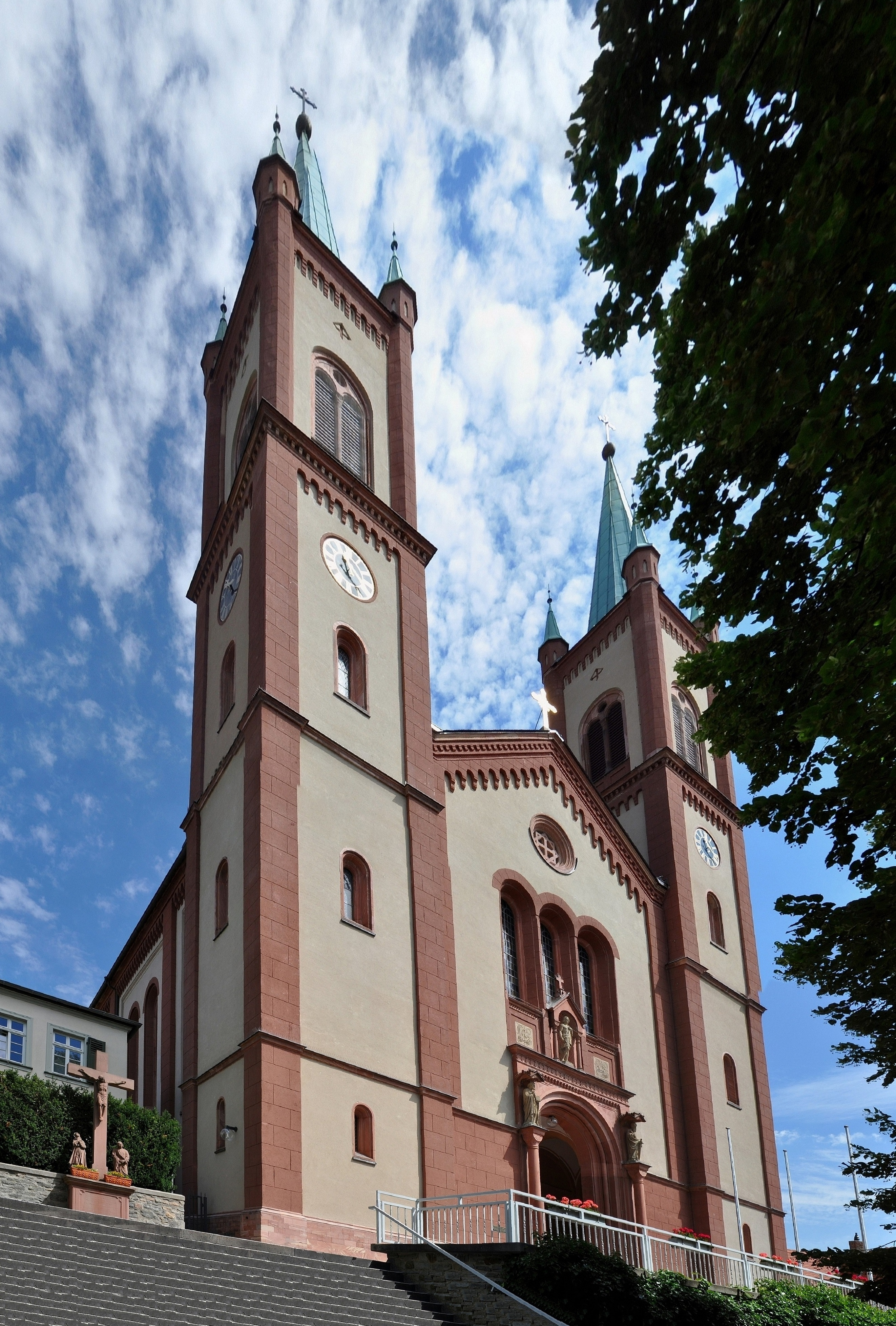
Kirdorf, Taunusdom St. Johannes

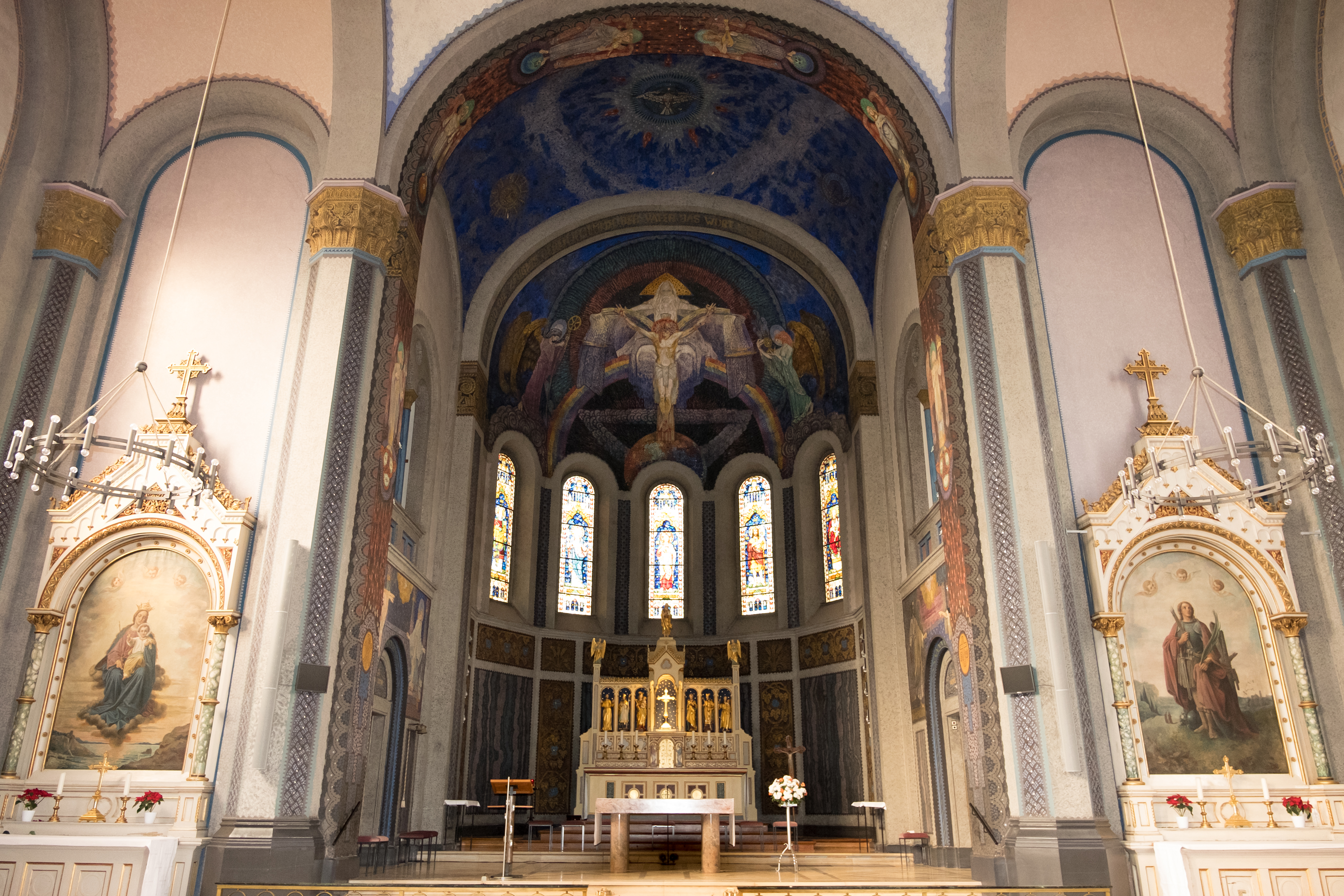
Altarraum und Seitenaltäre

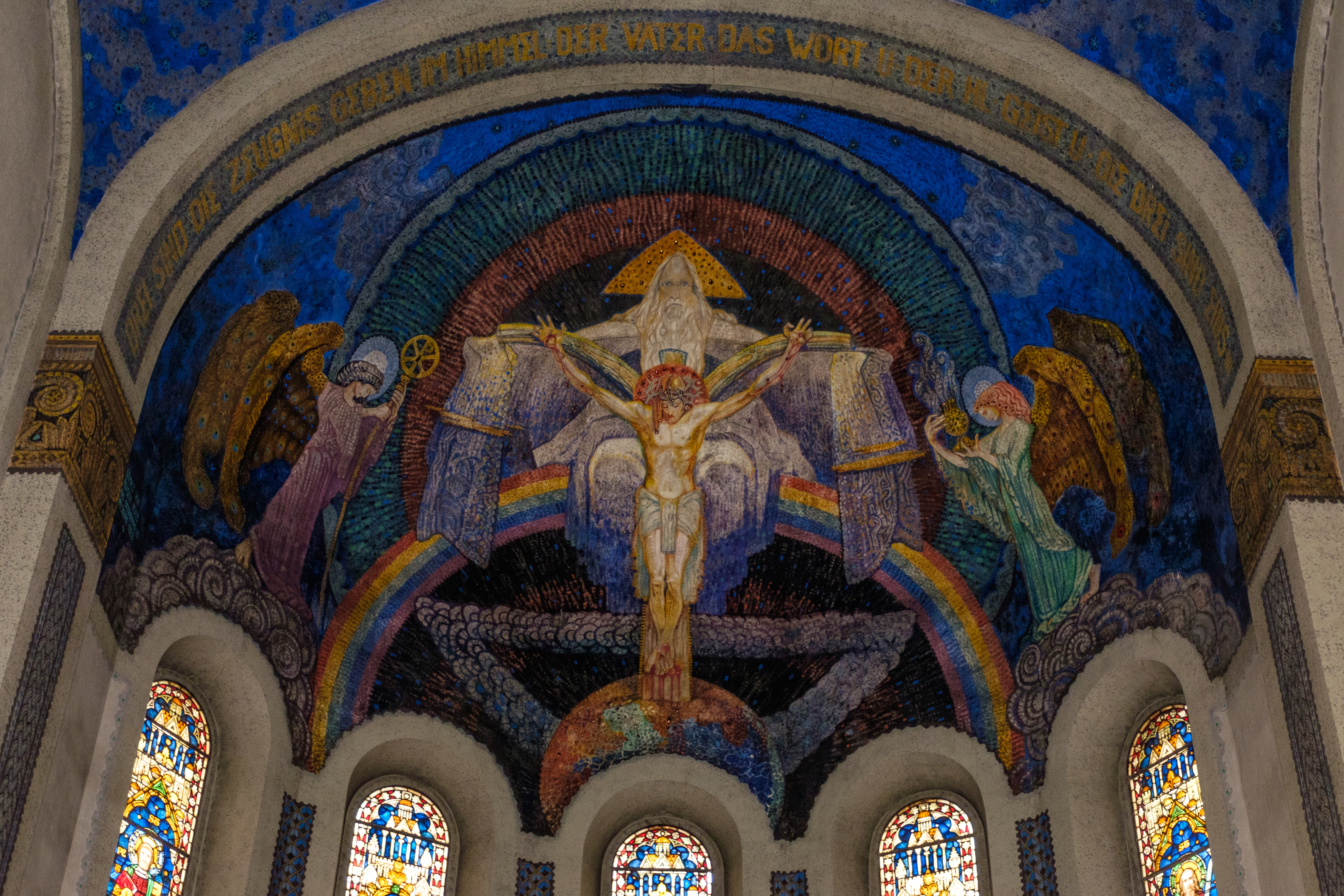
Kuppel der Apsis

Die St.-Johannes-Kirche ist ein römisch-katholischer Kirchbau im Ortskern von Kirdorf, einem Stadtteil von Bad Homburg vor der Höhe im Hochtaunuskreis (Hessen). Sie ist eine der größten Kirchen im Vordertaunus und wird daher sowie wegen ihrer zwei Kirchtürme im lokalen Sprachgebrauch auch oft als „Taunusdom“ bezeichnet.

## Geschichte und Architektur
Ein eigener Kirchbau wird für Kirdorf erstmals für das Jahr 1229 erwähnt. Diese Kirche stand allerdings nicht im heutigen Ortskern, sondern in der Nähe des Rabensteins. Im Jahr 1622 wurde diese Kirche zerstört und erst nach Ende des Dreißigjährigen Kriegs wieder aufgebaut. Im Jahr 1751 erfolgte ein Neubau.
Der Taunusdom in seiner heutigen Form, als nunmehr vierte Kirche in Kirdorf,  wurde in den Jahren 1858 bis 1862 unter der Leitung des Mainzer Architekten und Dombaumeisters Ignaz Opfermann inmitten des Ortes in Hanglage erbaut und am 31. August 1862 durch den Mainzer Bischof Wilhelm Emmanuel von Ketteler eingeweiht. Er gilt als einer der letzten großen Sakralbauten in Deutschland, die im spätklassizistischen Rundbogenstil errichtet wurden.
Charakteristisch ist die weitestgehend symmetrisch zur Längsachse des Gebäudes ausgelegte Gestaltung der Gebäudeteile sowie die Anordnung der zwei Türme, die mit einer Höhe von etwa 50 Metern das ca. 23 Meter hohe Kirchenschiff um mehr als das Doppelte überragen. Gesamthöhe und -breite des Kirchenbaus sind mit ebenfalls jeweils ca. 23 Metern in etwa gleich, was die Symmetrie des Baues noch betont. Durch die Hanglage und die sehr dichte Bebauung in der Nähe sind die Proportionen des Baues aber von außen nur schwer zu erfassen.
Ein Großteil des für den Bau verwendeten Grünschiefers wurde lokal im Bereich des Rabensteins abgebaut. Der Bau war, dem ursprünglichen Entwurf Opfermanns entsprechend, außen bis zum Jahr 1906 unverputzt.
Die römisch-katholische Pfarrei Kirdorf mit der Kirche St. Johannes wurde am 5. Februar 1884 in das Bistum Limburg (vormals Bistum Mainz) eingegliedert.

## Ausstattung
- Die Ausstattung der Kirche ist geprägt von der Jugendstilausmalung durch Augustin Kolb, einen der bekanntesten Kirchenmaler seiner Zeit. Die von Kolb selbst begonnene Ausmalung wurde von seinen drei Söhnen Waldemar, Alban und Ferdinand in den Jahren 1923 bis 1925 vollendet.
- Der Hochaltar stammt aus dem Jahr 1880, im Jahr 1889 wurden zwei Seitenaltäre hinzugefügt.
- Der barocke Taufstein wurde aus der im Jahr 1650 an dieser Stelle gebauten Kirche übernommen.
- Die ursprünglich im Taunusdom verbauten Glocken sind nicht erhalten. Im Jahr 1950 wurde ein neues Geläut eingebaut, je zwei Glocken im Ost- (es, f) und Westturm (c, as). Mit einem Gesamtgewicht von knapp vier Tonnen sind diese Glocken weitaus schwerer als die ursprüngliche Auslegung der Statik vorsah. Um das Fortschreiten von Bauschäden durch Mitschwingen der Türme zu verhindern, wurde im Jahr 1971 eine Gegenpendelanlage eingebaut.

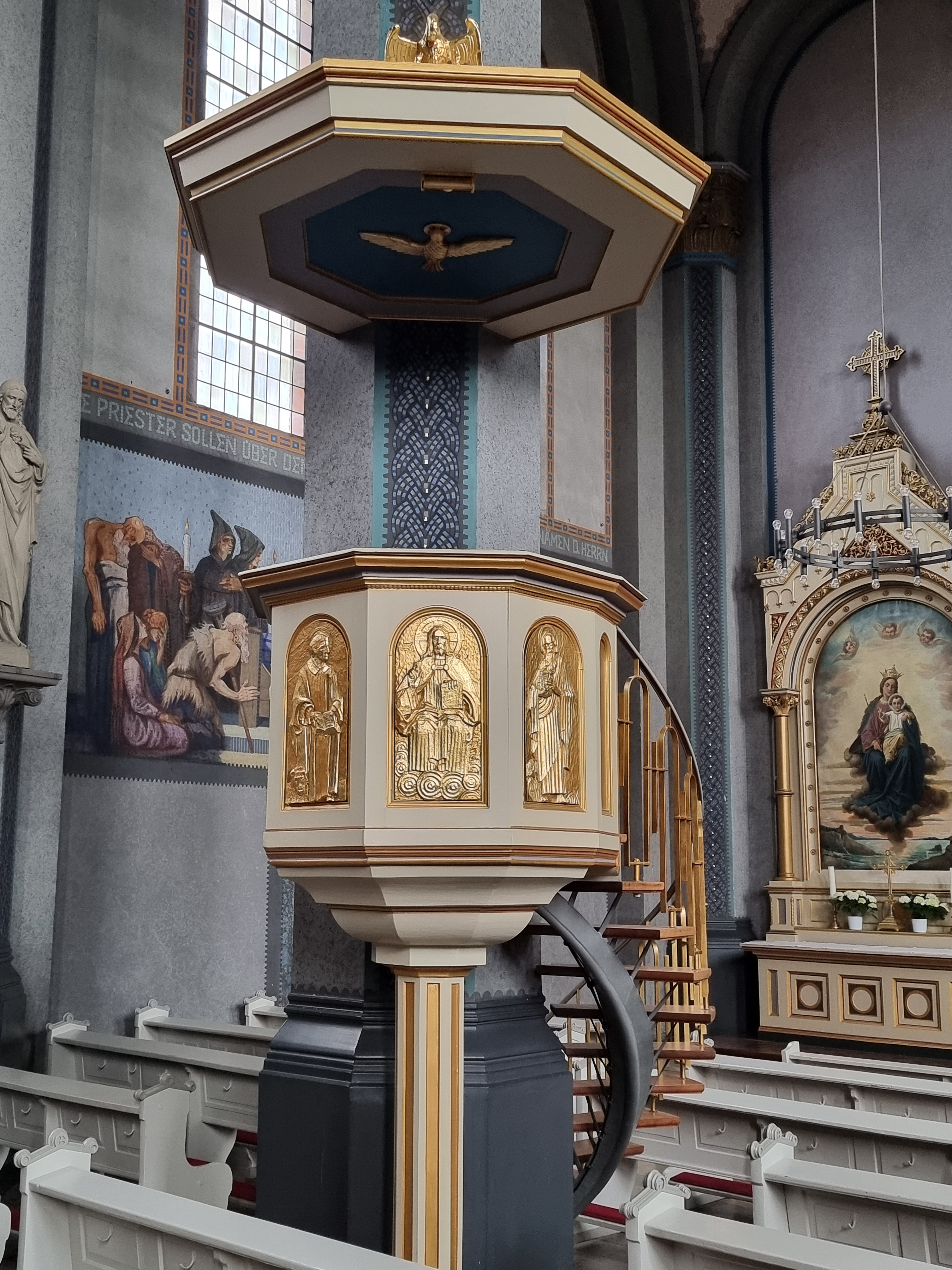
Kanzel mit vergoldeten Holzschnitzreliefs von Alban Kolb

- Die Kanzel von 1862 wurde 1925 an der Außenseite mit fünf vergoldeten holzgeschnitzten Reliefs von Alban Kolb (1900–1982) verziert. Dargestellt sind Jesus und die vier Evangelisten mit ihren Evangelistensymbolen: Matthäus (menschliche Gestalt), Markus (Löwe), Lukas (Stier) und Johannes (Adler).

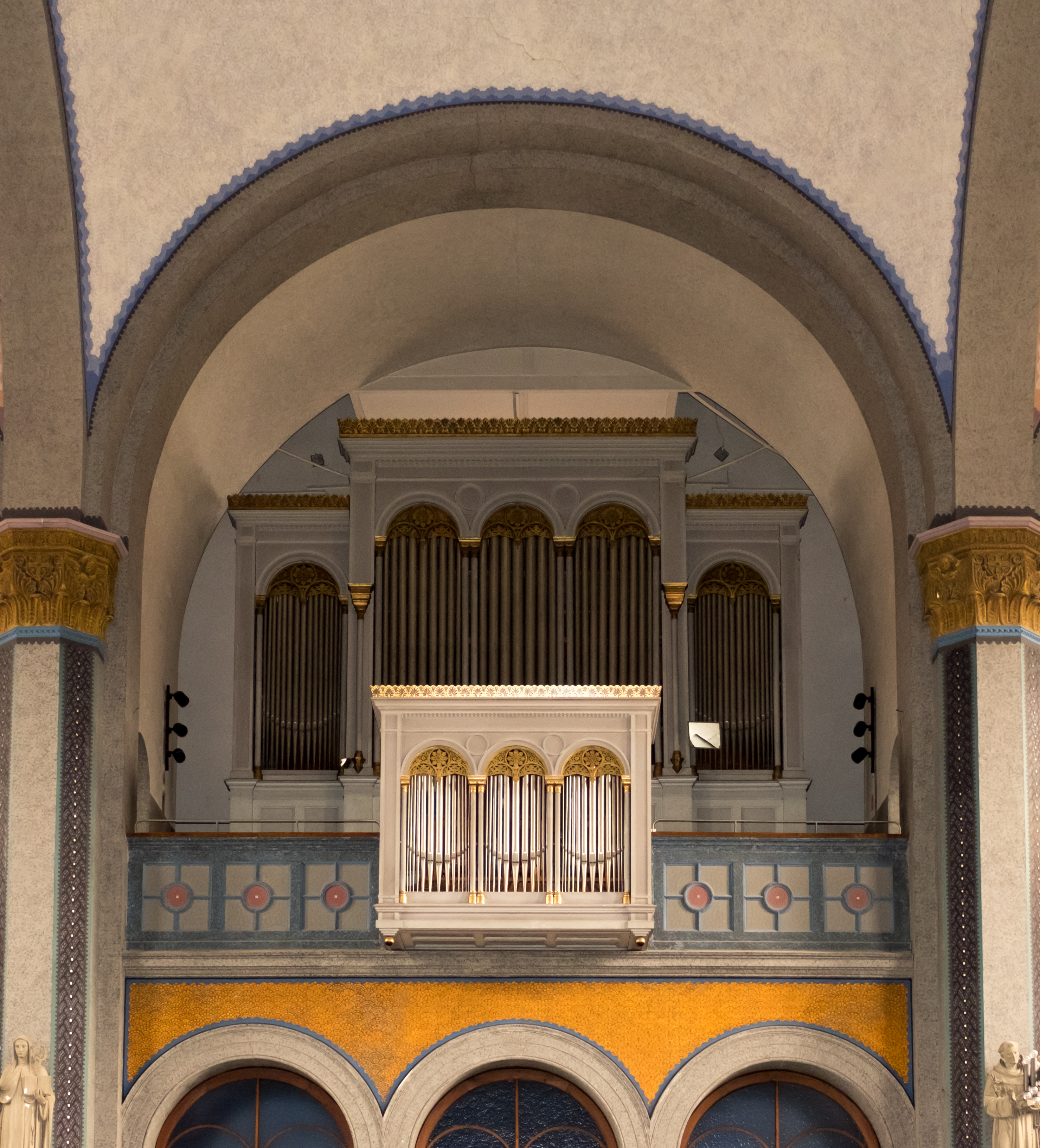
Orgel

- Die Orgel ist das letzte Werk des Mainzer Orgelbaumeisters Hermann Dreymann, das noch zu dessen Lebzeiten fertiggestellt und eingeweiht wurde. Sie ist die größte Dreymann-Orgel des Bistums Limburg und die einzige, die aus der Bauzeit einer Kirche des Bistums stammt und bis heute erhalten geblieben ist.[2]
  - I Hauptwerk: Bourdon 16′, Principal 8′, Gamba 8′, Gemshorn 8′, Großgedackt 8′, Nasard 5 1⁄3′, Octav 4′, Gemshorn 4′, Kleingedackt 4′, Quint 2 2⁄3′, Superoctav 2′, Cornett V, Mixtur IV, Trompete 8′, Clairon 4′,
  - II Positiv: Geigenprincipal 8′, Flöte 8′, Salicional 8′, Flauto traverso 4′, Spitzflöte 4′, Flageolett 2′, Larigot 1 1⁄3′, Scharff III–IV, Basson/Hautbois 8′
  - III Rückpositiv: Rohrgedeckt 8′, Quintatön 8′, Principal 4′, Spillflöte 4′, Nasard 2 2⁄3′, Terz 1 3⁄5′, Sifflet 1′, Cymbel IV, Cromorne 8′
  - Pedalwerk: Principalbass 16′, Violonbass 16′, Subbass 16′, Octavbass 8′, Cello 8′, Octav 4′, Rauschpfeife IV 2 2⁄3′, Posaune 16′